# Vùng thỏa thuận khả thi
Vùng thỏa thuận khả thi (ZOPA) hoặc phạm vi thương lượng, mô tả khu vực trí tuệ trong bán hàng và đàm phán giữa hai bên, nơi một thỏa thuận có thể được đáp ứng mà cả hai bên đều có thể đồng ý. Trong khu vực này, một thỏa thuận là khả thi. Bên ngoài khu vực không có thương lượng sẽ đưa ra một thỏa thuận.

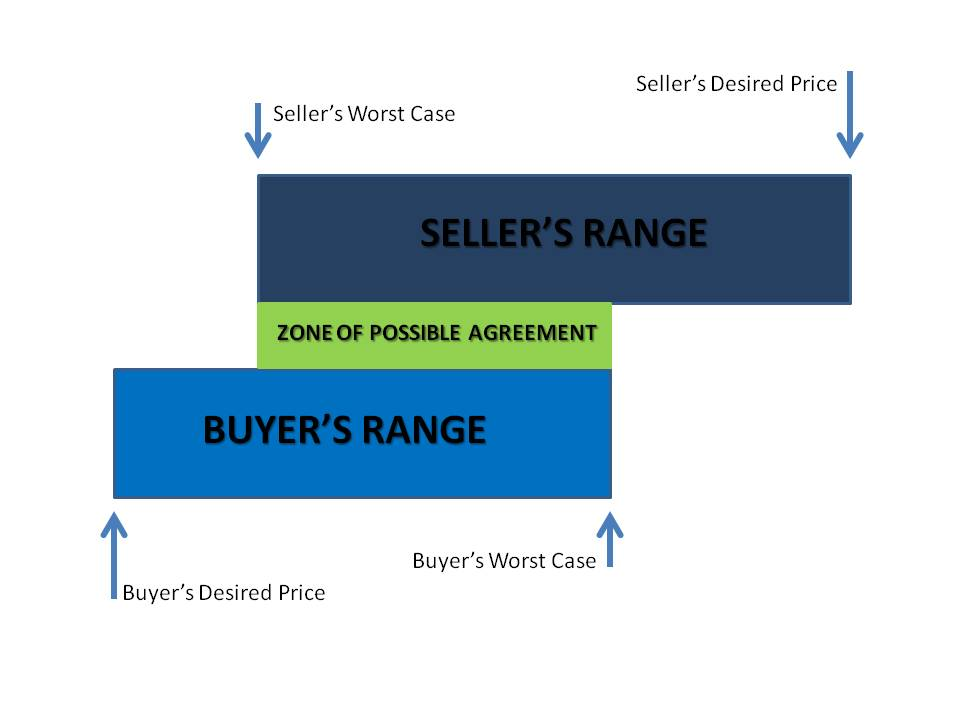
Vùng của Thỏa thuận khả thi được hiển thị bằng đồ họa

Ví dụ, có một người sẵn sàng cho vay tiền với lãi suất nhất định trong một khoảng thời gian nhất định và một người muốn vay tiền với một lãi suất nhất định. Nếu cả hai bên có thể đồng ý một tỷ lệ và thời gian thì ZOPA có thể được thiết lập.
Hiểu biết về ZOPA là rất quan trọng cho một cuộc đàm phán thành công. Để xác định liệu có một ZOPA cả hai bên phải khám phá các mối quan tâm và giá trị của nhau. Điều này nên được thực hiện sớm trong đàm phán và được điều chỉnh khi có thêm thông tin được học.

## Xác định ZOPA
Để xác định xem có một khu vực thương lượng tích cực nào thì mỗi bên phải hiểu rõ giá trị đáy hoặc trường hợp xấu nhất của họ. Ví dụ, Paul đang bán xe của mình và từ chối bán nó với giá dưới $ 5,000 (giá xấu nhất của anh). Sarah quan tâm và thương lượng với Paul. Nếu cô ấy cung cấp cho anh ta bất cứ điều gì cao hơn $ 5,000, đó là khu vực thương lượng tích cực, nếu cô ấy không muốn trả nhiều hơn $ 4,500 thì đó là khu vực thương lượng tiêu cực.
Một ZOPA tồn tại nếu có sự chồng chéo giữa giá bảo lưu của mỗi bên (dòng dưới cùng). Vùng thương lượng tiêu cực là khi không có sự chồng chéo. Với một khu vực thương lượng tiêu cực, cả hai bên có thể (và nên) bỏ đi.

## Vượt qua vùng thương lượng tiêu cực

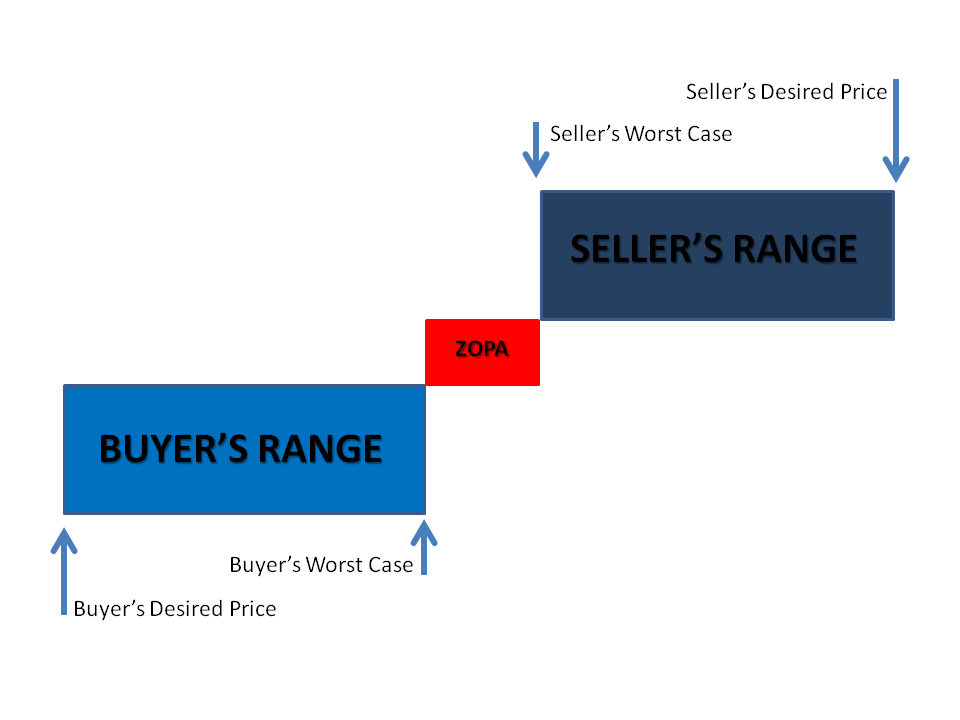
Vùng thương lượng tiêu cực được hiển thị bằng đồ họa

Một khu vực thương lượng tiêu cực có thể được khắc phục bằng cách "mở rộng chiếc bánh". Trong các cuộc đàm phán tích hợp khi giao dịch với nhiều vấn đề và lợi ích khác nhau, các bên kết hợp lợi ích để tạo ra giá trị đạt được thỏa thuận bổ ích hơn nhiều. Đằng sau mọi vị trí thường có nhiều sở thích chung hơn so với các vị trí xung đột.
Trong ví dụ trên, Sarah không muốn trả nhiều hơn $ 4,500 và Paul sẽ không chấp nhận bất cứ điều gì dưới $ 5,000. Tuy nhiên, Sarah có thể sẵn sàng các thêm một số ván trượt mà cô có như một món quà nhưng không bao giờ được sử dụng. Paul, người sẽ sử dụng một số tiền xe để mua một số ván trượt, đồng ý. Paul chấp nhận ít hơn lợi nhuận của mình vì giá trị đã được thêm vào thương lượng. Cả hai bên đều "thắng."
Một nhà đàm phán nên luôn luôn bắt đầu xem xét cả hai bên 'ZOPA ở giai đoạn sớm nhất của sự chuẩn bị của mình và liên tục tinh chỉnh và điều chỉnh những con số này như quá trình tiến hành. Đối với mỗi sở thích thường tồn tại một số giải pháp có thể có thể đáp ứng nó.